# Кешеру, Клаудиу
Клаудиу Андрей Кешеру (рум. Claudiu Andrei Keșerü; род. 2 декабря 1986[…], Орадя) — румынский футболист, нападающий. Выступал за сборную Румынии.

## Биография
Воспитанник клуба «Бихор». За свой родной клуб в Лиге II сыграл 15 матчей и забил 3 гола.
В 2003 году перешёл в «Нант». Изначально выступал во второй команде. После первого сезона был переведен в первую команду, за которую отыграл 4 сезона и за 81 матч забил 11 голов.
В 2008 году был отдан в «Либурн-Сен-Сёрен». За него он сыграл 17 матчей и забил 11 голов. Следующий сезон Кешеру провёл за «Тур», за который сыграл 12 матчей и забил 7 голов.
В 2010 году был отдан в аренду в «Анже». За сезон провёл 14 матчей, в которых забил 4 гола. В 2011 окончательно перешёл во французскую команду. За неё он провёл 3 сезона и в 100 матчах забил 33 гола.
В 2013 году решил остаться во Франции и перешёл в «Бастию». 31 августа он забил первый и последний гол за клуб. За «Бастию» он отыграл 16 матчей и зимой 2014 года покинул клуб.
14 февраля 2014 года Кешеру подписал контракт с румынским клубом. 15 августа побил клубный рекорд, забив 6 мячей в одном матче.

## Достижения
«Стяуа»
- Чемпион Румынии (2): 2013/14, 2014/15
- Обладатель Кубка Румынии: 2014/15
- Обладатель Кубка Румынской лиги: 2014/15

«Лудогорец»
- Чемпион Болгарии (6): 2015/16, 2016/17, 2017/18, 2018/19, 2019/20, 2020/21
- Обладатель Суперкубка Болгарии (2): 2018, 2019
- Лучший бомбардир чемпионата Болгарии (3): 2016/17, 2017/18, 2020/21